# A Marine Story
A Marine Story è un film del 2010 diretto da Ned Farr. 
Pellicola drammatica prodotta negli Stati Uniti, basata su eventi realmente accaduti, tra cui l'abolizione da parte di Barack Obama del "Don't ask, don't tell", legge che impediva a omosessuali, lesbiche e bisessuali dichiarati di prestare servizio nell'esercito.

## Trama
(Alexandra Everett)
Estate 2008 - Alexandra Everett ritorna nel suo paese natale dopo una lunga carriera di Marine, che al solo pensiero la donna diventa nostalgica. Ritornata nel paesino, Alexandra entra in un bar per salutare la commessa, sua amica da tempo. Scopre tuttavia un ragazzo e una ragazza rubare. La donna li incastra, ma la polizia arresta solo il ragazzo. L'agente di polizia, Max, dà il benvenuto alla sua vecchia amica. Ritornata a casa, Alexandra la rimette a posto, visto che era stata inutilizzata per parecchi anni. Max le fa visita, dicendo che ha scovato la ragazza complice del furto: Saffron Snow. La nonna della ragazza, amica della defunta madre di Alexandra, la prega dicendo di convincerla a entrare nell'esercito, altrimenti Saffron andrà il prigione. Alexandra accetta, ma quando le due rimangono sole hanno un violento diverbio, che termina con l'uscita di scena di Saffron.
Arrivata la notte, Alexandra fa visita a un suo vecchio amico, Leo. L'uomo convince la donna a rimanere nel bar dove si sono incontrati insieme ai suoi amici, come ai vecchi tempi. Alexandra conosce così gli amici di Leo, tra cui Turk, Dale. Durante la  notte, scoppia una discussione tra i Turk, Dale e Alexandra, visto che secondo i ragazzi i marine donna sono soltanto una perdita di denaro, inoltre affermano che la donna più forte equivale all'uomo più debole. Dale e Alexandra giocano a braccio di ferro e quest'ultima ha meglio, umiliando l'uomo. Turk continua a dire la sua sui soldati donna e per questo Alexandra gli ordina di chiudere la bocca. Stanca di quella ignoranza, il marine donna decide di andarsene dal locale, ma ha uno scontro fisico prima con Dale e poi con Turk, uscendone vincitrice.
Sei settimane prima – Il sergente rivela ad Alexandra che è sotto indagine per condotta disdicevole per un soldato: condotta omosessuale. Ammette poi l'esistenza di prove che rivelano l'esistenza di una relazione omosessuale, nonostante il matrimonio della donna. Di conseguenza, le consiglia di rinunciare al ruolo di soldato prima che venga convocata l'inchiesta.
Estate 2008 – Saffron si fa viva il giorno dopo per parlare con Alexandra, ma le due hanno un nuovo litigio e la ragazza se ne ritorna a casa. Alexandra scopre una vecchia scatola con delle foto vecchie ritraenti lei con una sua vecchia amica, Holly. Si dirige da quest'ultima e le confessa di essere stata espulsa dai marine per la sua omosessualità. Si dirige poi al bar della notte successiva per pagare il danno alla struttura. Qui incontra Turk e i due si riappacificano. A tarda sera, Alexandra torna a piedi a casa, sbronza e ha un altro Flashback.
Sei settimane prima – Il sergente dice ad Alexandra che non si dovrebbe vergognare del suo orientamento sessuale, visto che gli inglesi combattono al loro fianco, ma non fanno minimamente caso a queste piccolezze. Il marine donna afferma di non essere lesbica e chiede l'aiuto del sergente per resistere fino all'anno prossimo: l'anno della sua pensione.
Estate 2008 – Un'auto, pilotata da Dale, cerca di travolgere Alexandra, ma lei la sfiora. Il giorno dopo trova a casa sua Saffron, decisa a farsi addestrare per il reclutamento. Iniziano così l'addestramento della ragazza, che, nonostante non abbia mai allenato il suo corpo, se la cava piuttosto bene. Parlando con Saffron di Leo, Alexandra decide di andare a casa di Holly e, insieme a quest'ultima, in un bar gay, dove incontra Nona. Alexandra si lascia trasportare dalla situazione e Nona la porta a casa sua. Le due incominciano a fare sesso, ma il soldato donna viene spaventata dalla presenza della coinquilina di Nona.
Sei settimane prima – Il sergente convoca Alexandra mostrandole alcune foto che la ritraggono baciarsi con una ragazza. Le immagini saranno mostrate alla commissione, ma il sergente suggerisce di ricavare prove che dimostrino la sua eterosessualità. L'unico modo è commettere adulterio.
Il giorno dopo Alexandra trova la scritta “omosessuale” sulla sua macchina, rimanendo sconvolta. La copre con la bandiera degli Stati Uniti. Tornata a casa, vuole andarsene dal paesino, ma l'arrivo di Saffron, con dei graffi fatti da Burner (il ragazzo incastrato dal soldato donna per furto) la fa rimanere ad allenare la ragazza per farla diventare ancora più forte. Arriva il compleanno di Leo. Quest'ultimo, insieme ad Alexandra, Holly, Turk e altri suoi amici giocano “alla guerra”. Al gioco partecipa anche Saffron e confessa alla sua allenatrice che sarebbe terribile per lei uccidere qualcuno. Successivamente, quando tutti si trovano al bar per bere un po' di birra, Alexandra rivela che il giorno seguente porterà Saffron all'arruolamento. Tornata a casa, Saffron viene avvicinata da Burner.
Il giorno dopo Alexandra non vede arrivare Saffron. Intanto riceve una chiamata da suo marito, Joe. I due si incontrano e la donna gli rivela delle foto e delle mail ricevute. Inoltre, si scopre che Joe è gay e che i due si sono sposati soltanto per non alimentare i sospetti su di loro. Alexandra gli restituisce la fedina, consapevole del fatto che “la recita” è finita. Il soldato donna viene a conoscenza che la città è stata tappezzata di foto che inquadrano lei con un'altra donna che, da alcune foto, sembra essere Saffron. Leo chiede ad Alexandra se è veramente lesbica. La donna risponde di sì, ma non ha mai avuto una relazione con la sua allieva. La donna, successivamente setaccia la città in cerca di Saffron, trovandola a casa di Burner. Scoppia un diverbio e Alexandra viene catturata da Burner che cerca di violentarla (esattamente come fece il suo sergente tempo addietro). La donna si ribella e nel combattimento Saffron viene ferita. Burner muore con l'esplosione di parte della casa.
Tempo dopo, Barack Obama abolisce il “Don't ask, don't tell”, permettendo a omosessuali, lesbiche e bisessuali dichiarati di prestare servizio nell'esercito. Alexandra ha intrapreso una relazione con Nona ed è diventata lo sceriffo della città, dove ha arrestato anche Dale. Saffron è diventata un marine, rendendo orgogliosa la sua maestra.

## Riconoscimenti
- 2010 - Outfest
  - Premio del pubblico per il migliore film drammatico
  - Grand Jury Award per il migliore film drammatico
  - Premio alla migliore attrice Dreya Weber
- 2010 - Colorado Film Festival
  - Grand Jury Prize
  - Premio alla migliore sceneggiatura
- 2011 - Dorian Awards
  - Candidatura come Film a tematica LGBTQ dell'anno